# Le Quadrumane optimiste
Le Quadrumane optimiste est un album de bande dessinée réalisé par Greg, quinzième tome de la série Achille Talon, paru en 1976 chez Dargaud.
L'album entraîne Achille et Hilarion Lefuneste dans l'aventure, avec un gorille, un peintre incompris, un marchand d'art efféminé, et deux représentants de la mafia dont un chauffeur aux onomatopées approximatives.